# Piñata

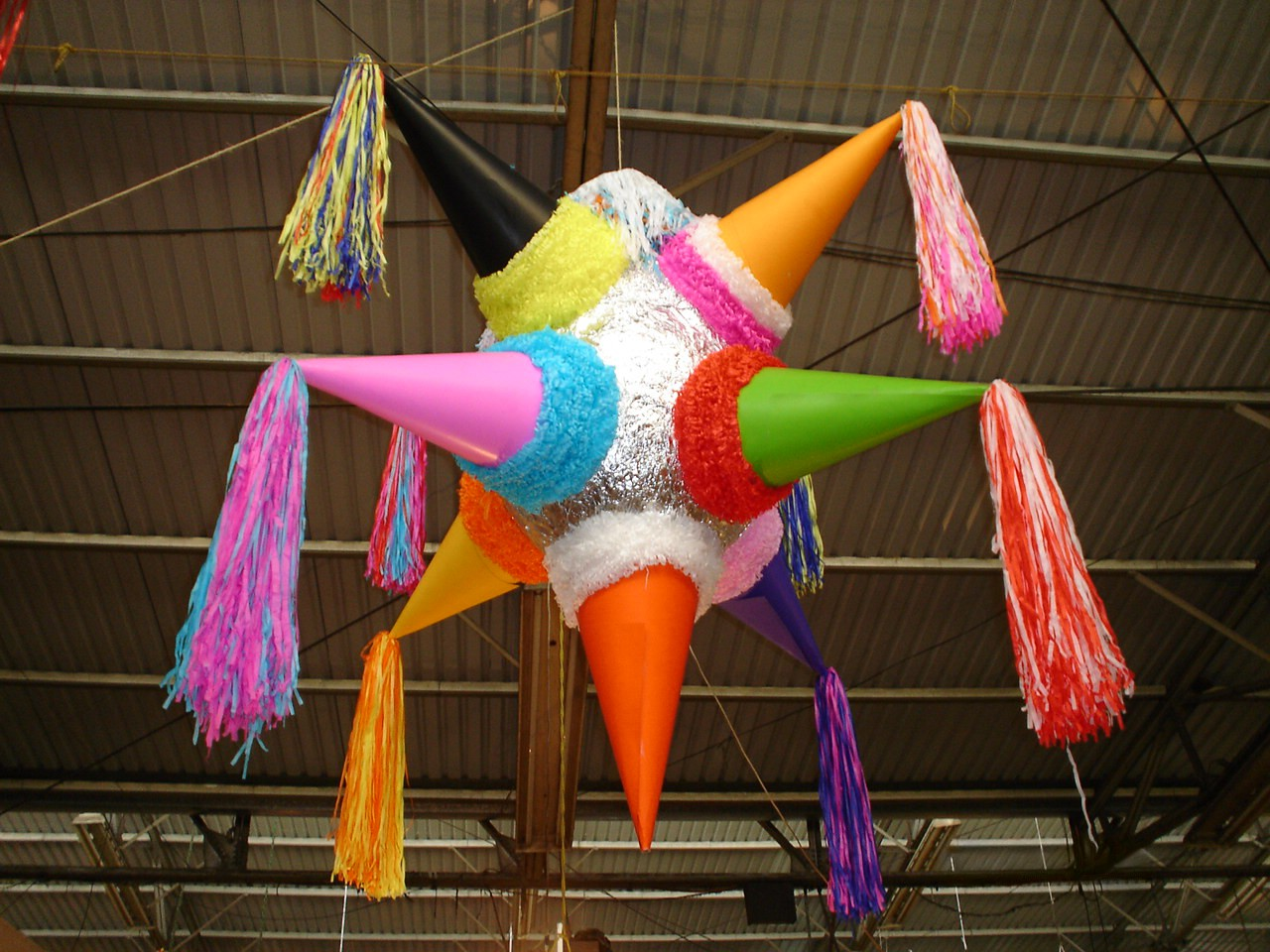
Một piñata hình sao chín cánh

Piñata (/pɪnˈjɑːtə/, phát âm tiếng Tây Ban Nha: [piˈɲata] ⓘ) là đồ vật dạng hộp làm từ giấy vụn, gốm, hoặc vải được trang trí nhiều màu sắc. Ở bên trong, piñata được nhét các loại đồ chơi, kẹo. Trong các dịp lễ, kỉ niệm truyền thống, người ta treo piñata lên cao và đập vỡ nó như một phần trong nghi lễ.
Piñata là một biểu tượng trong văn hóa của México nói riêng cũng như các nước khác vùng Mỹ Latinh nói chung. Ở Mỹ, piñata cũng xuất hiện khá phổ biến trong đời sống hàng ngày.

## Hình ảnh

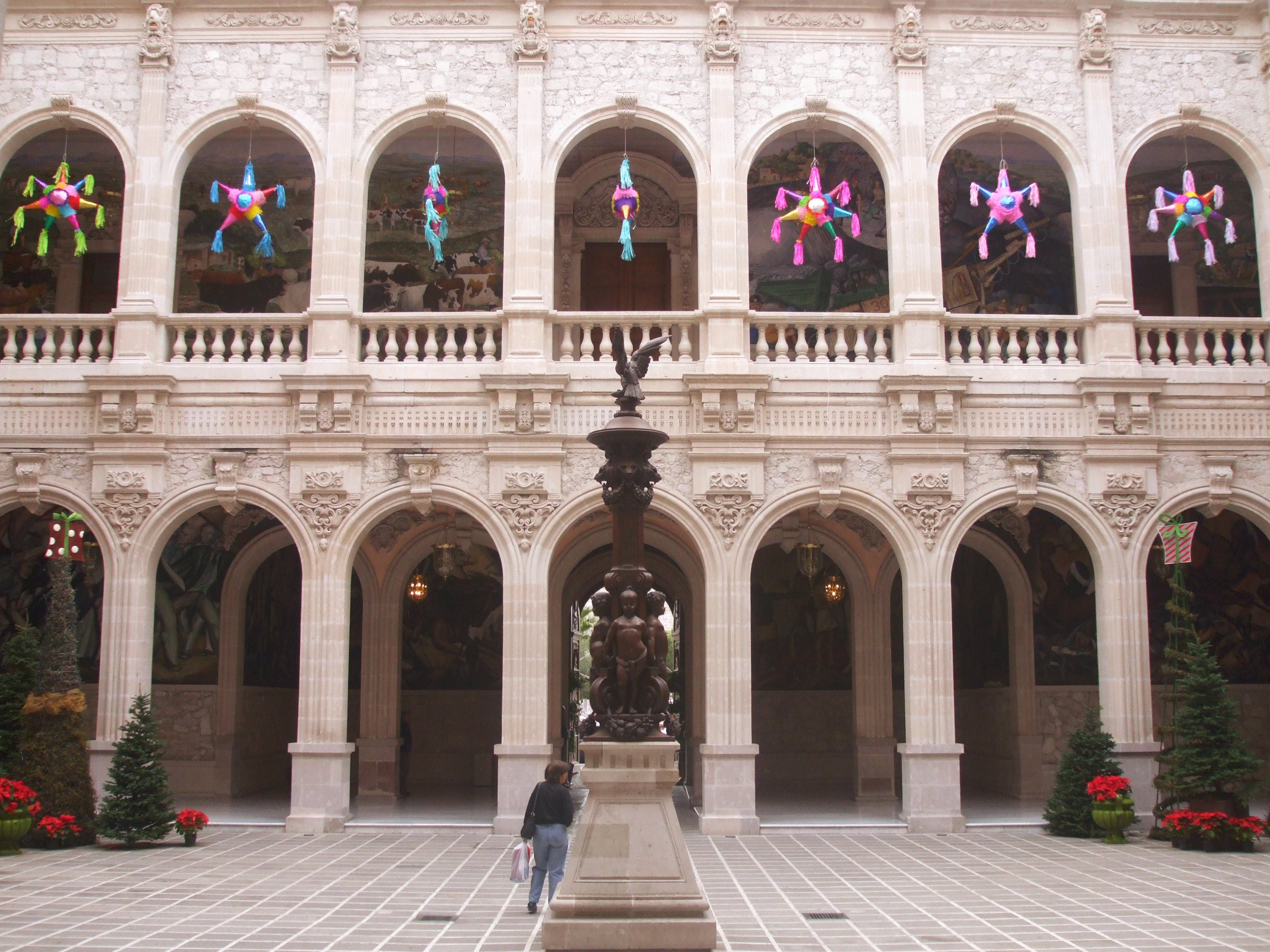
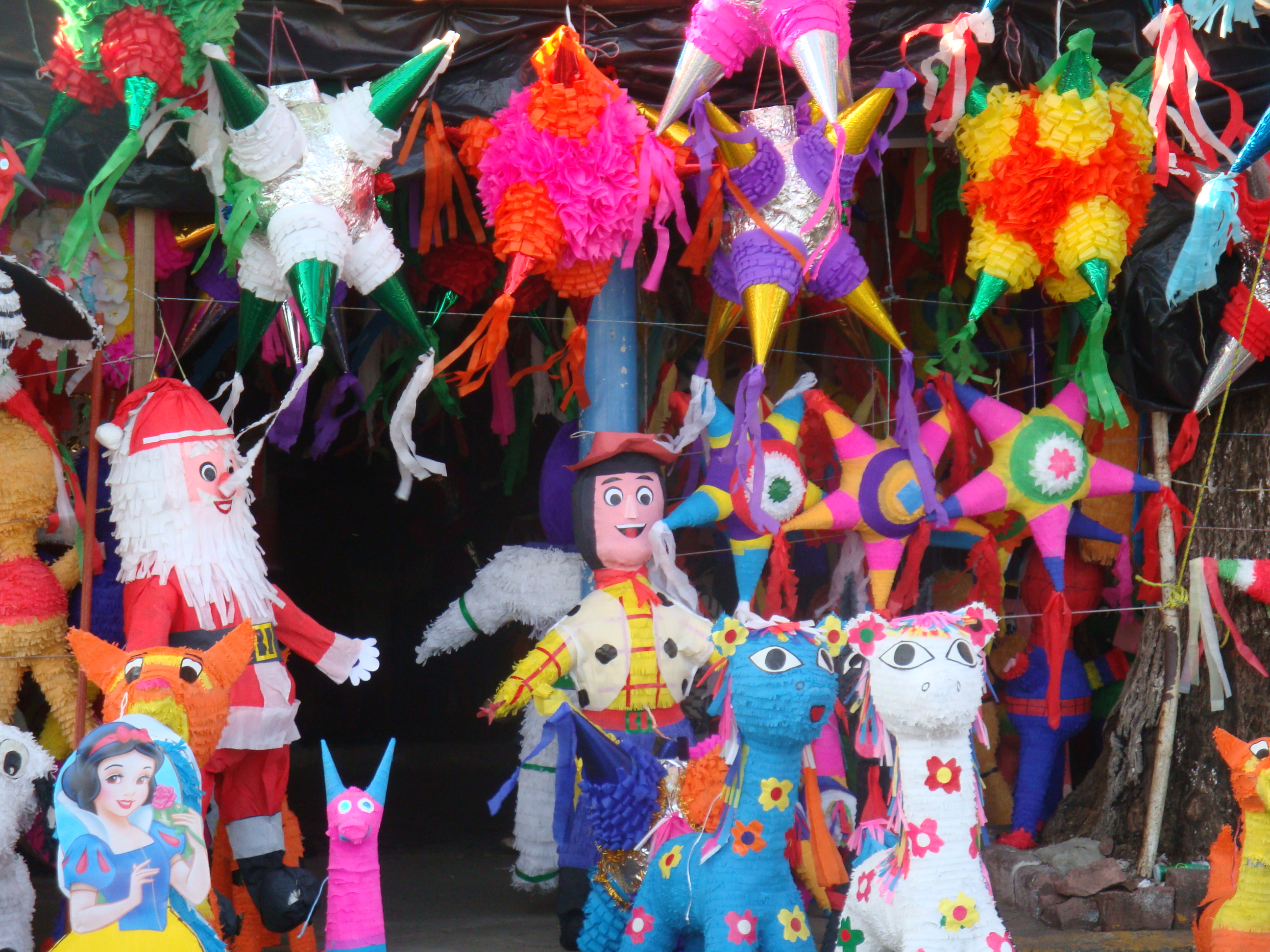
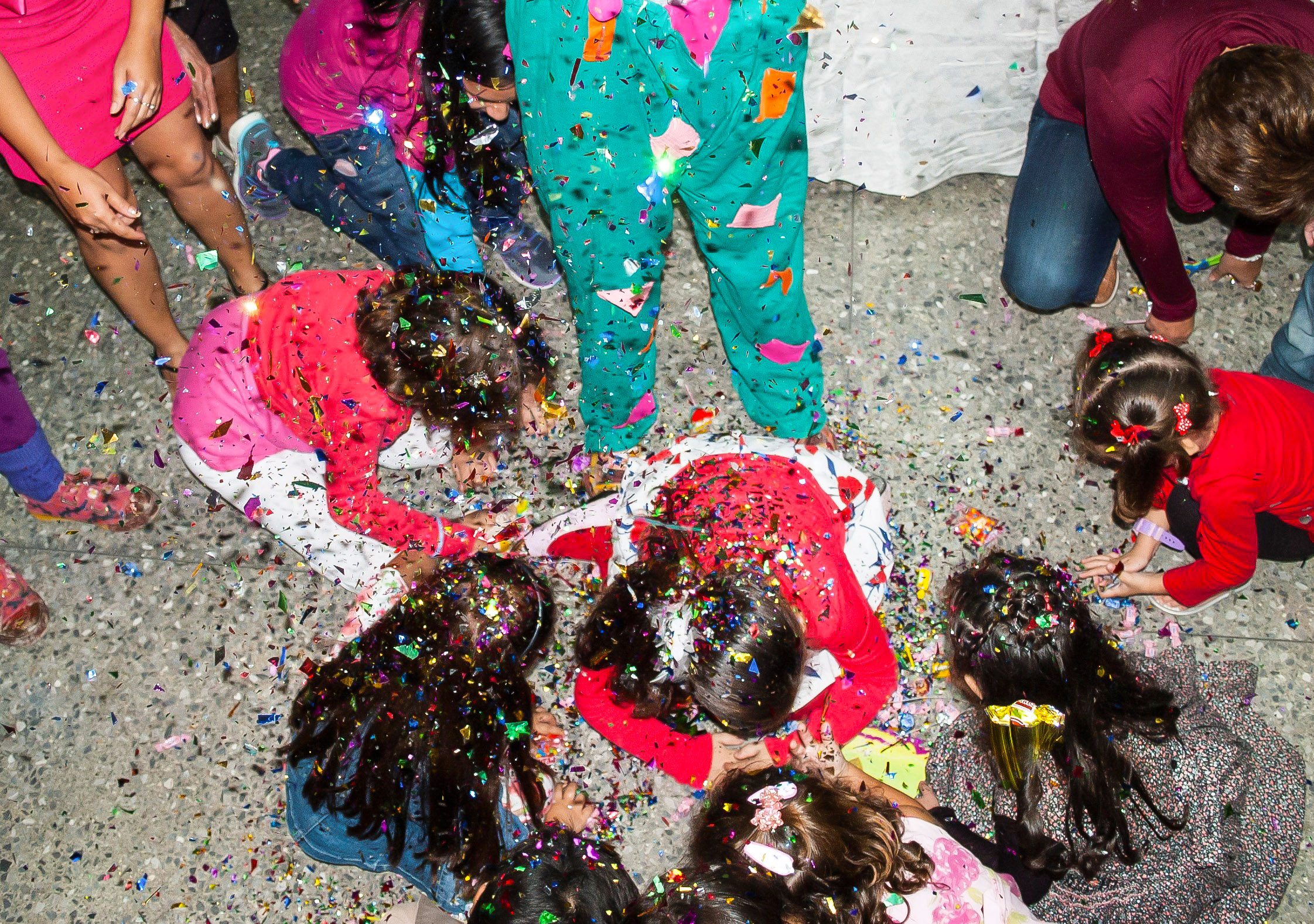
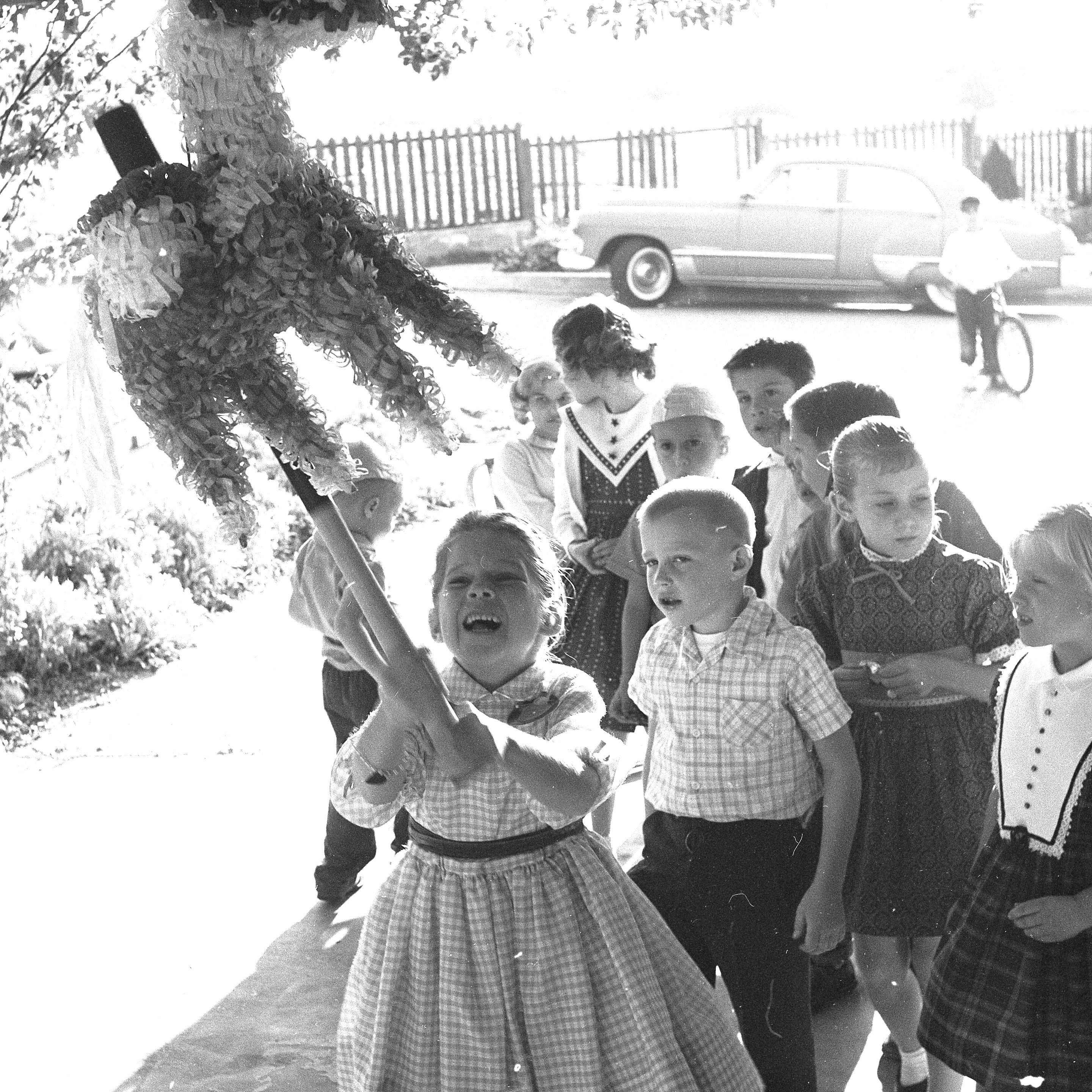